# بوم‌شناسی فرگشتی

درخت فیلوژنتیک موجودات زنده

بوم‌شناسی فرگشتی در تقاطع بوم‌شناسی و زیست‌شناسی فرگشتی قرار دارد. این روش به مطالعه اکولوژی به روشی نزدیک می‌شود که صریحا تاریخچه تکاملی گونه‌ها و تعاملات یا فعل و انفعالات بین آن‌ها را در نظر می‌گیرد. 

## تعریف
در مقابل، می توان آن را به عنوان رویکردی برای مطالعه تکامل در نظر گرفت که شامل درک تعاملات بین گونه‌های تحت بررسی است. زیر شاخه‌های اصلی اکولوژی تکاملی عبارتند از: تکامل(تحول) تاریخ زندگی، جامعه‌شناسی (‏تکامل رفتار اجتماعی) ،تحول کنش‌های بین گونه‌ای . (‏به عنوان مثال هم‌کاری، فعل و انفعالات طعمه - شکارچی، انگلی شدن، جهش گرایی)‏و تکامل تنوع زیستی و جوامع اکولوژیکی. 
اکولوژی تکاملی به طور کلی دو چیز را در نظر می‌گیرد: چگونگی تعامل (‏هم در میان گونه‌ها و هم بین گونه‌ها و محیط فیزیکی آن‌ها) ، شکل‌گیری گونه‌ها از طریق گزینش و سازگاری و پیامدهای تغییر تکاملی حاصل از آن. 